# Сюньи (Китай)
Сюньи́ (кит. упр. 旬邑, пиньинь Xúnyì) — уезд городского округа Сяньян провинции Шэньси (КНР). Название уезда означает «местность Сюнь»; он назван в честь местного источника Сюньцюань.

## История
Когда царство Цинь создало первую в истории Китая централизованную империю, то в этих местах был образован уезд Сюньи (栒邑县). При империи Западная Цзинь он был сначала переименован в Биньи (邠邑县), а затем и вовсе расформирован.
При империи Северная Вэй в 436 году были созданы уезды Саньшуй (三水县), Гаопин (高平县) и Юаньдэ (爰得县). При империи Северная Чжоу уезды Гаопин и Юаньдэ были присоединены к уезду Саньшуй.
После монгольского завоевания уезд Саньшуй был в 1270 году присоединён к уезду Чуньхуа. При империи Мин в 1477 году уезд Саньшуй был создан вновь.
После Синьхайской революции в Китае была проведена реформа административного деления. Выяснилось, что в провинции Гуандун имеется уезд с точно таким же названием, и в 1914 году уезд Саньшуй был переименован в Сюньи (栒邑县).
В 1950 году был создан Специальный район Сяньян (成阳专区), и уезд вошёл в его состав. В 1953 году Специальный район Сяньян был расформирован, и уезд перешёл в состав Специального района Баоцзи (宝鸡专区). В 1956 году Специальный район Баоцзи был расформирован, и уезд стал подчиняться напрямую властям провинции. В 1958 году уезд Сюньи был присоединён к уезду Биньсянь.
В 1961 году был вновь создан Специальный район Сяньян, и восстановленный в прежних границах уезд вошёл в его состав. В 1964 году в связи с тем, что иероглиф 栒 был выведен из обращения как устаревший, название уезда стало вместо 栒邑县 писаться 旬邑县. В 1969 году Специальный район Сяньян был переименован в округ Сяньян (咸阳地区).
В сентябре 1983 года постановлением Госсовета КНР были расформированы округ Сяньян и город Сяньян, и образован городской округ Сяньян.

## Административное деление
Уезд делится на 1 уличный комитет и 9 посёлков.